# بخش‌های دپارتمان لانده
بخش‌های دپارتمان لانده (انگلیسی: Arrondissements of the Landes department) شامل ۲ بخش به شرح زیر است:
1. بخش دکس با ۱۵۲ کمون (فرانسه) و جمعیت ۲۱۸ هزار نفر در سال ۲۰۱۳ می‌باشد.
2. بخش مون-دو-مرسان با ۱۷۸ کمون (فرانسه) و جمعیت ۱۷۸ هزار نفر در سال ۲۰۱۳ می‌باشد.